# 円卓会議 (ポーランド)
円卓会議（えんたくかいぎ、ポーランド語: Rozmowy Okrągłego Stołu）は、1989年2月6日から4月5日にかけてポーランド（ポーランド人民共和国）のワルシャワで開催された東欧革命の先駆となった会議である。
日増しに高まる民主化への要求や相次ぐストライキ、社会主義経済運営の行き詰まりを受け、政府と反体制勢力による対話の場として国内の安定化を図ることを目的に設けられた。「連帯」幹部やカトリック教会関係者、政府幹部が一堂に会して2ヶ月にわたり行われたこの会議は全国に向けてテレビ中継され、全てのポーランド国民がその協議の推移を固唾を飲んで見守ったのである。

## 開催の経緯

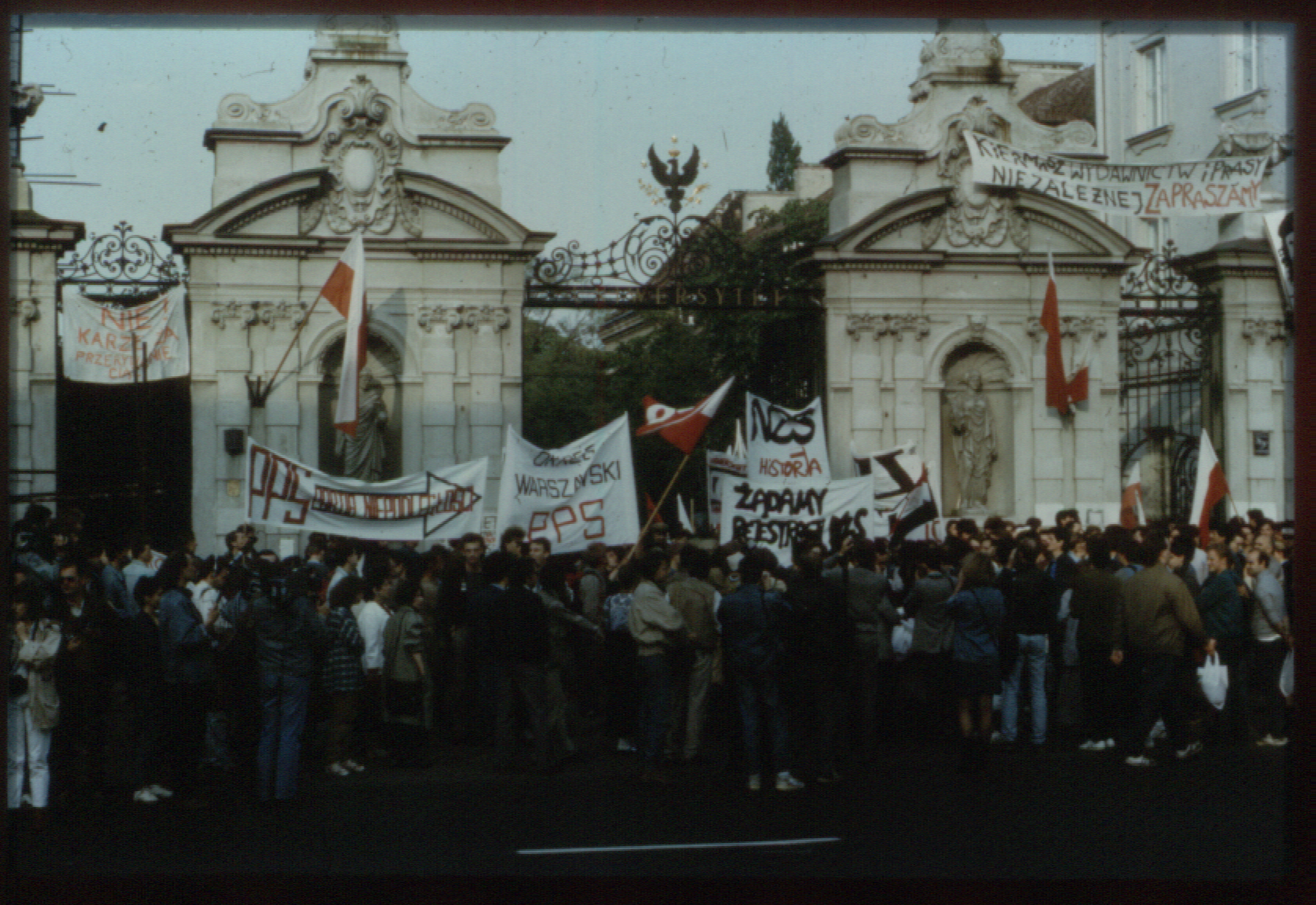
ワルシャワ大学前での「連帯」運動（1988年）

1980年代初頭にポーランド各地でストライキが相次ぎ、レフ・ヴァウェンサ（ワレサ）を中心とした独立自主管理労働組合「連帯」の結成でピークを迎えた民主化運動は、「連帯」の非合法化、戒厳令の布告などで一旦は収束し、その後ポーランドの社会的緊張状態は緩和しつつあった。しかし体制への不満や民主化の要求は日増しに高まり、政府は反体制・民主化運動を何とか押さえ込もうと試みるも、民主化要求の動きはすでに全国的な勢いを得ており食い止めることはもはや容易ではなかった。当時のポーランドでは長期にわたる経済停滞や急激なインフレにより国民の生活水準が低下し、社会不安や体制不満が広がっていたこともあり、政府側は「連帯」を中心とした反体制勢力との対話を開始することにした。
1988年8月16日、全国的なストの波の中、当時の内務大臣チェスワフ・キシチャクは「連帯」のリーダーであるワレサと極秘会談を行い、今後の対応を話し合うため近いうちに「円卓会議」を開催することで合意した。
円卓会議は1989年2月6日に始まり、キシチャクとワレサが共同で議長を務めた。開催場所はいくつかの場所に分かれていたが、開会と閉会は閣僚評議会本部（現・大統領官邸）で行われた。
政府側は政治体制にさほど変更を加えない形で「連帯」側の代表者を体制に取り込むことを望んでいたが、会議は政府の思惑を超えて民主化へと大きく舵を切る方向へと進められていった。
このポーランドの円卓会議による影響は東欧各国にも波及し、その後の一連の東欧革命につながっていくこととなる。

## 分科会

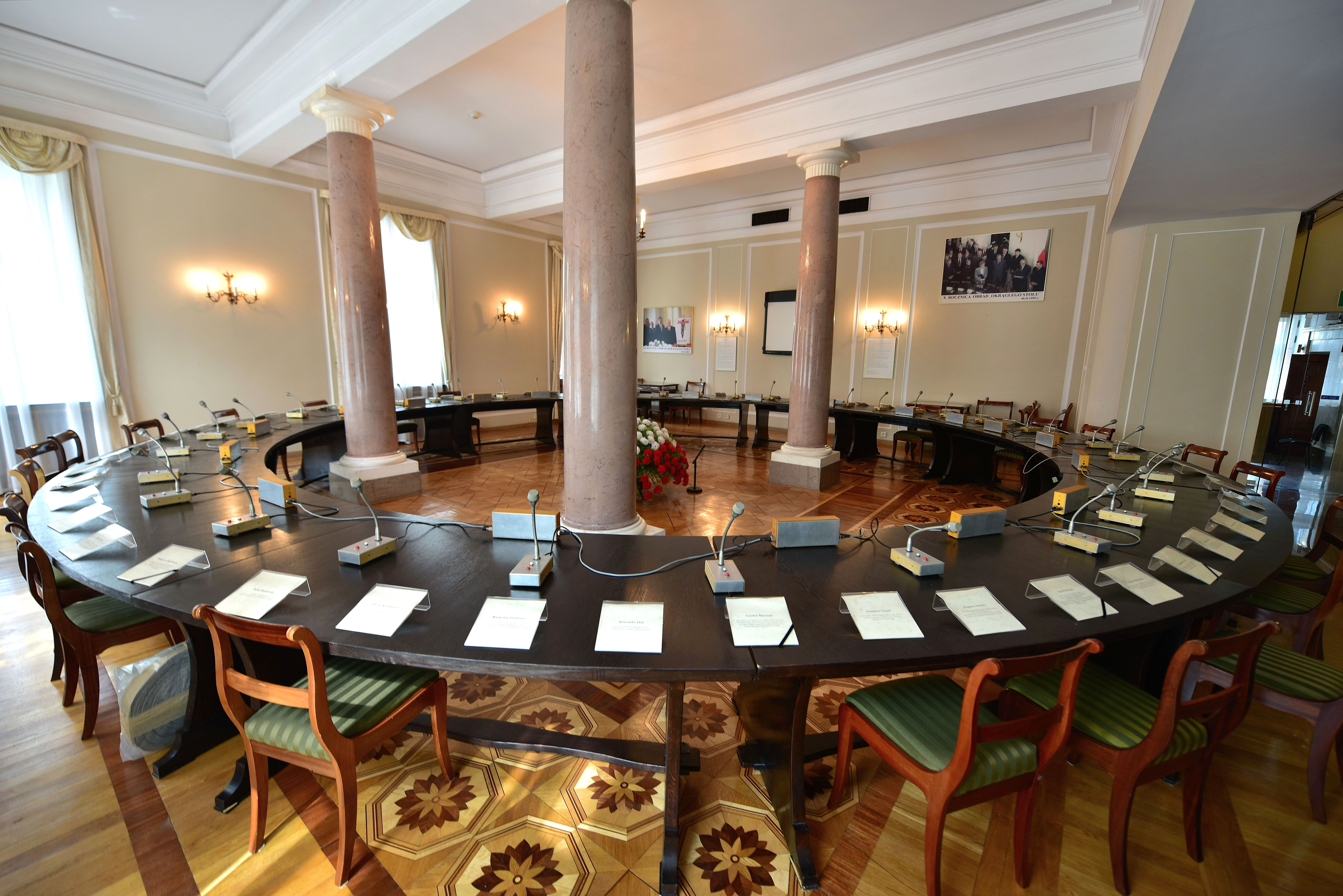
円卓会議が開かれた閣僚評議会本部の部屋

会議は主に以下の3つの分科会に分けられ、個別の問題については各グループで議論された。
- 政治改革グループ
議長：ヤヌシュ・レイコフスキ（ポーランド語版）（統一労働者党）、ブロニスワフ・ゲレメク（「連帯」）
- 経済政策・社会問題グループ
議長：ヴワディスワフ・バカ（ポーランド語版）（統一労働者党）、ヴィトルト・チシェチャコフスキ（ポーランド語版）（「連帯」）
- 複数労組制・複数政党制グループ
議長：アレクサンデル・クファシニェフスキ（統一労働者党）、タデウシュ・マゾヴィエツキ（「連帯」）、ロムアルト・ソスノフスキ（全ポーランド労働組合協定（ポーランド語版））

双方の不信感、また政府側の政権移譲に対する露骨な抵抗により各分科会での議論は紛糾し、しばしば中断に追い込まれた。なかでも最も問題となったのは、
- 賃金引上げと物価スライド制の導入
- 複数政党制による選挙の実施
- 新設される大統領の権限
- 下院（セイム）・新設される上院（セナト）の権限
- 言論の自由

であった。
反体制側のうち一部の急進的なメンバーは政府側への不信から会議自体に疑問を持つものもいたが、4月5日の会議終了時には多くの事項で合意が形成された。これらは総合して「円卓合意」と呼ばれる。

## 合意事項
両者による合意文書（円卓合意）は1989年4月4日に署名された。
以下に主要な合意内容を挙げる。
- 上院（セナト）の新設
定数は100議席で、各県から2名選出・旧マゾフシェ県と旧カトヴィツェ県からは3名選出。小選挙区制。
- 大統領制の導入
任期5年で、国会から選出される。
- 自由選挙の実施
下院の460議席のうち65%は統一労働者党やその衛星政党、親共産政権的なカトリック教会関係者に割り振ることを保障、残る35%について自由選挙を行う。また上院の100議席については100％自由選挙枠とする。
- 団体等の設立に関する法律の改正
「連帯」を非合法団体とする現行の法律の改正。
- 言論の自由
メディアでの意見発信の機会。ポーランド・テレビにおける「週間「連帯」」という30分番組の毎週1回の放送など。

## 結果
結果として、政治権力は実質的に統一労働者党から新たに創設された二院制議会ならびに大統領職へと移行した。
また「連帯」は再び合法的な団体となった。選挙に関しては、下院議席の35%分と、上院全議席の自由選挙が行われた。
1989年6月4日の選挙は、下院議席の自由選挙枠35%の全てと、上院議席の99%を「連帯」側が獲得するという地滑り的大勝利に終わった。また大統領選では、統一労働者党からの唯一の候補者であった党第一書記のヴォイチェフ・ヤルゼルスキが当選したが、これは「連帯」側と政府側の了解に基づくものであった。
セイムの自由選挙枠35%については、1991年の選挙時に撤廃された。

## 主要な参加者
会議には各分科会あわせて総勢452人が参加した。

### 「連帯」側
- ズビグニェフ・ブヤク（ポーランド語版）
- アンジェイ・ツェリンスキ（ポーランド語版）
- ヴワディスワフ・フラシニューク（ポーランド語版）
- ブロニスワフ・ゲレメク
- ヤロスワフ・カチンスキ
- レフ・カチンスキ
- ヤツェク・クーロン（ポーランド語版）
- ボグダン・リス（ポーランド語版）
- タデウシュ・マゾヴィエツキ
- アダム・ミフニク（ポーランド語版）
- ヤン・オルシェフスキ（ポーランド語版）
- ヤヌシュ・オニシキェヴィチ（ポーランド語版）
- ヤン・ロキタ（ポーランド語版）
- グラジナ・スタニシェフスカ（ポーランド語版）
- アンジェイ・ステルマホフスキ（ポーランド語版）
- イェジー・トゥロヴィチ（ポーランド語版）
- レフ・ヴァウェンサ
- スタニスワフ・ストンマ（ポーランド語版）
- アンジェイ・ミルチャノフスキ（ポーランド語版）
- ミェチスワフ・ギル（ポーランド語版）
- ステファン・ブラトコフスキ（ポーランド語版）

### 共産政権側
- トマシュ・アダムチューク（ポーランド語版）
- チェスワフ・キシチャク（ポーランド語版）
- ミコワイ・コザケヴィチ（ポーランド語版）
- アレクサンデル・クファシニェフスキ
- レシェク・ミレル（ポーランド語版）
- アルフレト・ミョドヴィチ（ポーランド語版）
- アンジェイ・オレホフスキ（ポーランド語版）
- スタニスワフ・ヴィシニェフスキ（ポーランド語版）

### カトリック教会からのオブザーバー参加者
- ブロニスワフ・デンボフスキ（ポーランド語版）神父
- アロイジ・オルシュリク（ポーランド語版）神父
- ヤヌシュ・ナジンスキ（ポーランド語版）司教

### 広報担当
- 「連帯」：ヤヌシュ・オニシケヴィチ（ポーランド語版）
- 共産政権：イェジー・ウルバン（ポーランド語版）

## 評価
この円卓会議は、その後のポーランドの政治や社会のあり方を決定付ける重要な転換点であったのみならず、一連の東欧各国における社会主義体制崩壊の先駆けとなるものであった。また、話し合いによる平和的な合意形成、体制転換は、その後の東欧各国における民主化運動にも大きな影響を与えた。